# Zámky na Lučině
Zámky na Lučině je souhrnné označení zámků, které se nacházejí či nacházely v blízkosti řeky Lučiny a v oblasti Polučiní.

## Zámek Horní Tošanovice
Horní Tošanovice (zámek) – Empírový zámek postaven ve 30. letech 19. století za Emanuela Harasovského z Harasova a jeho syna Karla.

## Zámek Dolní Tošanovice
Gotická tvrz, předcházející zámku, poprvé zmiňována roku 1445, kdy ji vlastnili Tlukové z Tošanovic. Na počátku 19. století byla přestavěna na zámek baronem Janem z Mattencloit na empírový zámek. Sloužil jako letní sídlo jeho ženy, baronky Antonie Spensové z Bodenu, a jejich dětí. Současná podoba objektu je z roku 1933.

## Zámek Horní Domaslavice
Horní Domaslavice (zámek) – Empírový zámek nechali v 3. čtvrtině 18. století postavit podnikatelská rodina Grohmannů. Poslední úpravy provedl baron Hanuš z Mattencloit. Zchátralý zámek byl zbořen v 50. letech 20. století. Trosky rozebrány, dnes viditelné zbytky základů.

## Zámek Dolní Domaslavice
Dolní Domaslavice (zámek) – Empírový zámek nechal v roce 1804 postavit Jiří Janušovský z Vyšehradu. Po roce 1948 zde byly garáže ČSAD, v roce 1958 byl zbořen a následně zatopen Žermanickou přehradou.
Janušovští z Vyšehradu byl starý slezský šlechtický rod, který pocházel z Olešnicka. Měl majetky také na Opavsku, Těšínsku, Pštinsku a jinde.

## Zámek Horní Soběšovice
Horní Soběšovice (zámek) – Klasicistní zámek postaven těšínským obchodníkem Josefem Skulinou v letech 1790–1794. V roce 1948 znárodněn a využíván JZD. V roce 1956 zbořen a nyní zatopen Žermanickou přehradou.

## Zámek Dolní Soběšovice
Dolní Soběšovice (zámek) – Klasicistní zámek nechali v 2. polovině 18. století postavit Křídlovští z Křídlovic. V letech 1914–1920 jej vlastnila Pozemková banka v Moravské Ostravě. Po roce 1945 jej využívalo JZD. Zbořen byl roku 1956 a následně zatopen Žermanickou přehradou.
Křídlovští z Křídlovic byl starý rod z Křídlovic, severozápadně od Lublimic a východně od Dobroděně. Často se objevují jako Skřídlovští ze Skřídlovic. Jako klenot měly ve znaku vzepjatého kozla.

## Zámek Horní Bludovice
Horní Bludovice (zámek) – Barokní zámek postaven v 18. století Rymultovskými z Kornic. V roce 1926 měl vyhořet a poté nebyl obnoven.

## Zámek Prostřední Bludovice
Prostřední Bludovice (zámek) – Barokní zámek postaven mezi lety 1740–1772 Karvinskými z Karviné. Před rokem 1797 Karlem Gusnarem z Komorna přestavěn. V roce 1908 jej zakoupila Rakouská báňská a hutní společnost. V 50. letech 20. století byl využíván JZD, na konci století pak zbořen.

## Zámek Dolní Bludovice
Dolní Bludovice (zámek) – Původní gotická tvrz poprvé zmiňována roku 1452 jako sídlo Mikuláše z Bludovic. Na přelomu 16. a 17. století Marklovskými z Žebráče přestavěna na renesanční zámek. V 18. století přestavěn v duchu baroka. V roce 1908 zakoupen Rakouskou báňskou a hutní společností, v roce 1945 znárodněn. Nyní má opět soukromého majitele.

## Zámek Šumbark
Šumbark (zámek) – V roce 1686 původní tvrz Janem Rymultovským z Kornic přestavěna na barokní zámek. V roce 1803 za barona Václava Karla Františka Sedlnického z Choltic klasicistně přestavěn a v roce 1827 hrabětem Bedřichem z Arcu přebudován v duchu empíru.

## Zámek Šenov
Šenov (zámek) – Renesanční zámek postaven v letech 1531–1549 za Sedlnických z Choltic a Jaroslava Skrbenského z Hříště; případně dokončen v roce 1576 za jeho syna Václava. Zbořen v roce 1927.

## Zámek Bartovice
Bartovice (zámek) – Skrbenští z Hříště založili zámek v 1. polovině. 17. století. Pravděpodobně v polovině 19. století zanikl a jeho přesné místo není dodnes známo.

## Zámek Radvanice
Radvanice (zámek) – Klasicistní zámek pravděpodobně vznikl v polovině 19. století. V roce 1980 byl zbořen. Na jeho místě má sídlo soukromá společnost a jediným dochovaným objektem je hospodářská budova v severozápadní části.

## Slezskoostravský hrad
Slezskoostravský hrad – Gotický hrad byl postaven v 2. polovině 13. století. V 16. století byl přestavěn do rarenesanční podoby. V průběhu 18 a 19. století klesl hrad vlivem důlní činnosti o cca 16 metrů. Roku 1961 z něj byli vystěhováni poslední obyvatelé. Od září 2003 spravují hrad Ostravské výstavy a.s.